# Coppa del Mondo di snowboard 2016
La stagione della Coppa del Mondo di snowboard 2016 è la ventiduesima edizione della manifestazione organizzata dalla Federazione Internazionale Sci; è iniziata il 22 agosto 2015 a Cardrona, in Nuova Zelanda, e si è conclusa il 20 marzo 2016 a Špindlerův Mlýn, in Repubblica Ceca.
Sia in campo maschile che in campo femminile sono state assegnate due Coppe del Mondo generali: una per il parallelo (che comprende le discipline slalom e gigante parallelo) e una per il freestyle (che comprende halfpipe, big air e slopestyle). Sono state assegnate dodici coppe di specialità, sei maschili (slalom parallelo, gigante parallelo, snowboard cross, halfpipe, big air e slopestyle) e altrettante femminili.
In campo maschile il bulgaro Radoslav Jankov si è aggiudicato la Coppa di parallelo, mentre il detentore uscente era lo sloveno Žan Košir. Il giapponese Ryō Aono si è aggiudicato la Coppa di freestyle, mentre il finlandese Janne Korpi era il detentore uscente.
In campo femminile la ceca Ester Ledecká si è aggiudicata la Coppa di parallelo, mentre la svizzera Julie Zogg era la detentrice uscente. La statunitense Jamie Anderson si è aggiudicata la Coppa di freestyle, mentre l'olandese Cheryl Maas era la detentrice uscente.

## Uomini

### Risultati
| Data             | Località          | Nazione       | Spec. | Primo                                 | Secondo                              | Terzo                                         |
| ---------------- | ----------------- | ------------- | ----- | ------------------------------------- | ------------------------------------ | --------------------------------------------- |
| 22 agosto 2015   | Cardrona          | Nuova Zelanda | SBS   | Chris Corning                         | Yūki Kadono                          | Michael Ciccarelli                            |
| 30 agosto 2015   | Cardrona          | Nuova Zelanda | HP    | Raibu Katayama                        | Taku Hiraoka                         | Jurij Podladčikov                             |
| 12 dicembre 2015 | Montafon          | Austria       | SBX   | Alessandro Hämmerle                   | Markus Schairer                      | Nikolaj Oljunin                               |
| 13 dicembre 2015 | Montafon          | Austria       | SBX   | Francia I Pierre Vaultier Tony Ramoin | Italia II Fabio Cordi Luca Matteotti | Austria I Alessandro Hämmerle Markus Schairer |
| 12 dicembre 2015 | Carezza           | Italia        | PGS   | Radoslav Jankov                       | Andrej Sobolev                       | Nevin Galmarini                               |
| 19 dicembre 2015 | Cortina d'Ampezzo | Italia        | PSL   | Christoph Mick                        | Roland Fischnaller                   | Mirko Felicetti                               |
| 19 dicembre 2015 | Cortina d'Ampezzo | Italia        | SBX   | annullata                             | annullata                            | annullata                                     |
| 8 gennaio 2016   | Bad Gastein       | Austria       | PSL   | Radoslav Jankov                       | Maurizio Bormolini                   | Mirko Felicetti                               |
| 21 gennaio 2016  | Mammoth Mountain  | Stati Uniti   | SBS   | Brandon Davis                         | Eric Willett                         | Chas Guldemond                                |
| 24 gennaio 2016  | Mammoth Mountain  | Stati Uniti   | HP    | Ryō Aono                              | Chase Josey                          | Gabe Ferguson                                 |
| 23 gennaio 2016  | Feldberg          | Germania      | SBX   | Nikolaj Oljunin                       | Pierre Vaultier                      | Alex Pullin                                   |
| 24 gennaio 2016  | Feldberg          | Germania      | SBX   | Pierre Vaultier                       | Nikolaj Oljunin                      | Lluís Marin Tarroch                           |
| 23 febbraio 2016 | Rogla             | Slovenia      | PGS   | Andrej Sobolev                        | Radoslav Jankov                      | Vic Wild                                      |
| 30 gennaio 2016  | Mosca             | Russia        | PSL   | Roland Fischnaller                    | Benjamin Karl                        | Rok Marguč                                    |
| 6 febbraio 2016  | Park City         | Stati Uniti   | HP    | Matthew Ladley                        | Ryō Aono                             | Naito Ando                                    |
| 11 febbraio 2016 | Boston            | Stati Uniti   | BA    | Max Parrot                            | Michael Ciccarelli                   | Chas Guldemond                                |
| 13 febbraio 2016 | Québec            | Canada        | BA    | Max Parrot                            | Tyler Nicholson                      | Ryan Stassel                                  |
| 14 febbraio 2016 | Sapporo           | Giappone      | HP    | Ryō Aono                              | Markus Malin                         | Raibu Katayama                                |
| 21 febbraio 2016 | Pyeongchang       | Corea del Sud | SBS   | Brock Crouch                          | Seppe Smits                          | Ville Paumola                                 |
| 21 febbraio 2016 | Sunny Valley      | Russia        | SBX   | Pierre Vaultier                       | Christopher Robanske                 | Lucas Eguibar                                 |
| 27 febbraio 2016 | Pyeongchang       | Corea del Sud | SBX   | Nate Holland                          | Pierre Vaultier                      | Nick Baumgartner                              |
| 27 febbraio 2016 | Kayseri           | Turchia       | PGS   | Andreas Prommegger                    | Rok Marguč                           | Patrick Bussler                               |
| 5 marzo 2016     | Veysonnaz         | Svizzera      | SBX   | Baptiste Brochu                       | Pierre Vaultier                      | Alessandro Hämmerle                           |
| 6 marzo 2016     | Veysonnaz         | Svizzera      | SBX   | Lucas Eguibar                         | Nick Baumgartner                     | Alessandro Hämmerle                           |
| 6 marzo 2016     | Winterberg        | Germania      | PSL   | Edwin Coratti                         | Roland Fischnaller                   | Rok Marguč                                    |
| 12 marzo 2016    | Squaw Valley      | Stati Uniti   | SBX   | annullata                             | annullata                            | annullata                                     |
| 20 marzo 2015    | Baqueira-Beret    | Spagna        | SBX   | Alex Pullin                           | Kevin Hill                           | Lucas Eguibar                                 |
| 20 marzo 2015    | Špindlerův Mlýn   | Rep. Ceca     | SBS   | Jamie Nicholls                        | Chris Corning                        | Billy Morgan                                  |

Legenda: 

PGS = Slalom gigante parallelo 

PSL = Slalom parallelo 

SBX = Snowboard cross 

SBS = Slopestyle 

HP = Halfpipe 

BA = Big air

### Classifiche

#### Generale parallelo
| Pos. | Nome               | Nazione  | Punti   |
| ---- | ------------------ | -------- | ------- |
| 1    | Radoslav Jankov    | Bulgaria | 4050,00 |
| 2    | Roland Fischnaller | Italia   | 3620,00 |
| 3    | Andrej Sobolev     | Russia   | 3046,00 |
| 4    | Andreas Prommegger | Austria  | 2940,00 |
| 5    | Rok Marguč         | Slovenia | 2790,00 |
| 6    | Christoph Mick     | Italia   | 2584,00 |
| 7    | Mirko Felicetti    | Italia   | 2572,00 |
| 8    | Vic Wild           | Russia   | 2320,00 |
| 9    | Edwin Coratti      | Italia   | 2236,00 |
| 10   | Benjamin Karl      | Austria  | 2225,00 |

#### Generale freestyle
| Pos. | Nome               | Nazione     | Punti   |
| ---- | ------------------ | ----------- | ------- |
| 1    | Ryō Aono           | Giappone    | 3250,00 |
| 2    | Chris Corning      | Stati Uniti | 2520,00 |
| 3    | Max Parrot         | Canada      | 2000,00 |
| 4    | Max Eberhardt      | Canada      | 1930,00 |
| 5    | Ryan Stassel       | Stati Uniti | 1852,00 |
| 6    | Brandon Davis      | Stati Uniti | 1770,00 |
| 7    | Raibu Katayama     | Giappone    | 1750,00 |
| 8    | Seppe Smits        | Belgio      | 1700,00 |
| 9    | Tyler Nicholson    | Canada      | 1600,00 |
| 10   | Michael Ciccarelli | Canada      | 1400,00 |

#### Slalom parallelo
| Pos. | Nome               | Nazione  | Punti   |
| ---- | ------------------ | -------- | ------- |
| 1    | Roland Fischnaller | Italia   | 2860,00 |
| 2    | Mirko Felicetti    | Italia   | 2050,00 |
| 3    | Radoslav Jankov    | Bulgaria | 1890,00 |
| 4    | Edwin Coratti      | Italia   | 1848,00 |
| 5    | Christoph Mick     | Italia   | 1664,00 |

#### Gigante parallelo
| Pos. | Nome               | Nazione  | Punti   |
| ---- | ------------------ | -------- | ------- |
| 1    | Andrej Sobolev     | Russia   | 2300,00 |
| 2    | Radoslav Jankov    | Bulgaria | 2160,00 |
| 3    | Andreas Prommegger | Austria  | 1680,00 |
| 4    | Nevin Galmarini    | Svizzera | 1340,00 |
| 5    | Rok Marguč         | Slovenia | 1270,00 |

#### Snowboard cross
| Pos. | Nome                | Nazione   | Punti   |
| ---- | ------------------- | --------- | ------- |
| 1    | Pierre Vaultier     | Francia   | 5140,00 |
| 2    | Alessandro Hämmerle | Austria   | 3840,00 |
| 3    | Lucas Eguibar       | Spagna    | 3366,00 |
| 4    | Nikolaj Oljunin     | Russia    | 3180,00 |
| 5    | Alex Pullin         | Australia | 3163,20 |

#### Halfpipe
| Pos. | Nome           | Nazione     | Punti   |
| ---- | -------------- | ----------- | ------- |
| 1    | Ryō Aono       | Giappone    | 3250,00 |
| 2    | Raibu Katayama | Giappone    | 1750,00 |
| 3    | Chase Josey    | Stati Uniti | 1130,00 |
| 4    | Taku Hiraoka   | Giappone    | 1120,00 |
| 5    | Matthew Ladley | Stati Uniti | 1000,00 |

#### Big air
| Pos. | Nome                   | Nazione | Punti   |
| ---- | ---------------------- | ------- | ------- |
| 1    | Max Parrot             | Canada  | 2000,00 |
| 2    | Tyler Nicholson        | Canada  | 930,00  |
| 3    | Seppe Smits            | Belgio  | 900,00  |
| 4    | Michael Ciccarelli     | Canada  | 800,00  |
| 5    | Sébastien Konijnenberg | Francia | 650,00  |

#### Slopestyle
| Pos. | Nome           | Nazione     | Punti   |
| ---- | -------------- | ----------- | ------- |
| 1    | Chris Corning  | Stati Uniti | 2520,00 |
| 2    | Brandon Davis  | Stati Uniti | 1630,00 |
| 3    | Max Eberhardt  | Canada      | 1610,00 |
| 4    | Brock Crouch   | Stati Uniti | 1340,00 |
| 5    | Jamie Nicholls | Regno Unito | 1220,00 |

## Donne

### Risultati
| Data             | Località          | Nazione       | Spec. | Primo                                         | Secondo                                      | Terzo                                     |
| ---------------- | ----------------- | ------------- | ----- | --------------------------------------------- | -------------------------------------------- | ----------------------------------------- |
| 22 agosto 2015   | Cardrona          | Nuova Zelanda | SBS   | Jamie Anderson                                | Laurie Blouin                                | Hailey Langland                           |
| 30 agosto 2015   | Cardrona          | Nuova Zelanda | HP    | Cai Xuetong                                   | Hikaru Ōe                                    | Sophie Rodriguez                          |
| 12 dicembre 2015 | Montafon          | Austria       | SBX   | Nelly Moenne-Loccoz                           | Lindsey Jacobellis                           | Marija Vasil'cova                         |
| 13 dicembre 2015 | Montafon          | Austria       | SBX   | Francia I Nelly Moenne-Loccoz Chloé Trespeuch | Stati Uniti I Lindsey Jacobellis Faye Gulini | Svizzera I Simona Meiler Alexandra Hasler |
| 12 dicembre 2015 | Carezza           | Italia        | PGS   | Ester Ledecká                                 | Ladina Jenny                                 | Ekaterina Tudegeševa                      |
| 19 dicembre 2015 | Cortina d'Ampezzo | Italia        | PSL   | Patrizia Kummer                               | Nadya Ochner                                 | Cheyenne Loch                             |
| 19 dicembre 2015 | Cortina d'Ampezzo | Italia        | SBX   | annullata                                     | annullata                                    | annullata                                 |
| 8 gennaio 2016   | Bad Gastein       | Austria       | PSL   | Ekaterina Tudegeševa                          | Julia Dujmovits                              | Sabine Schöffmann                         |
| 21 gennaio 2016  | Mammoth Mountain  | Stati Uniti   | SBS   | Anna Gyarmati                                 | Jessika Jenson                               | Karly Shorr                               |
| 24 gennaio 2016  | Mammoth Mountain  | Stati Uniti   | HP    | Kelly Clark                                   | Chloe Kim                                    | Maddie Mastro                             |
| 23 gennaio 2016  | Feldberg          | Germania      | SBX   | Eva Samková                                   | Michela Moioli                               | Chloé Trespeuch                           |
| 24 gennaio 2016  | Feldberg          | Germania      | SBX   | Nelly Moenne-Loccoz                           | Chloé Trespeuch                              | Michela Moioli                            |
| 23 febbraio 2016 | Rogla             | Slovenia      | PGS   | Ester Ledecká                                 | Marion Kreiner                               | Ekaterina Tudegeševa                      |
| 30 gennaio 2016  | Mosca             | Russia        | PSL   | Patrizia Kummer                               | Ladina Jenny                                 | Ester Ledecká                             |
| 6 febbraio 2016  | Park City         | Stati Uniti   | HP    | Chloe Kim                                     | Maddie Mastro                                | Kelly Clark                               |
| 11 febbraio 2016 | Boston            | Stati Uniti   | BA    | Julia Marino                                  | Jenna Blasman                                | Brooke Voigt                              |
| 13 febbraio 2016 | Québec            | Canada        | BA    | Jamie Anderson                                | Katie Ormerod                                | Queralt Castellet                         |
| 14 febbraio 2016 | Sapporo           | Giappone      | HP    | Cai Xuetong                                   | Liu Jiayu                                    | Clémence Grimal                           |
| 21 febbraio 2016 | Pyeongchang       | Corea del Sud | SBS   | Jamie Anderson                                | Karly Shorr                                  | Christy Prior                             |
| 21 febbraio 2016 | Sunny Valley      | Russia        | SBX   | Eva Samková                                   | Belle Brockhoff                              | Michela Moioli                            |
| 27 febbraio 2016 | Pyeongchang       | Corea del Sud | SBX   | Chloé Trespeuch                               | Michela Moioli                               | Eva Samková                               |
| 27 febbraio 2016 | Kayseri           | Turchia       | PGS   | Ester Ledecká                                 | Sabine Schöffmann                            | Ina Meschik                               |
| 5 marzo 2016     | Veysonnaz         | Svizzera      | SBX   | Aleksandra Žekova                             | Belle Brockhoff                              | Eva Samková                               |
| 6 marzo 2016     | Veysonnaz         | Svizzera      | SBX   | Michela Moioli                                | Lindsey Jacobellis                           | Nelly Moenne-Loccoz                       |
| 6 marzo 2016     | Winterberg        | Germania      | PSL   | Alëna Zavarzina                               | Ina Meschik                                  | Ramona Theresia Hofmeister                |
| 12 marzo 2016    | Squaw Valley      | Stati Uniti   | SBX   | annullata                                     | annullata                                    | annullata                                 |
| 20 marzo 2015    | Baqueira-Beret    | Spagna        | SBX   | Belle Brockhoff                               | Eva Samková                                  | Chloé Trespeuch                           |
| 20 marzo 2015    | Špindlerův Mlýn   | Rep. Ceca     | SBS   | Silvia Mittermüller                           | Katie Ormerod                                | Šárka Pančochová                          |

Legenda: 

PGS = Slalom gigante parallelo 

PSL = Slalom parallelo 

SBX = Snowboard cross 

SBS = Slopestyle 

HP = Halfpipe 

BA = Big air

### Classifiche

#### Generale parallelo
| Pos. | Nome                 | Nazione   | Punti   |
| ---- | -------------------- | --------- | ------- |
| 1    | Ester Ledecká        | Rep. Ceca | 4750,00 |
| 2    | Ekaterina Tudegeševa | Russia    | 3720,00 |
| 3    | Patrizia Kummer      | Svizzera  | 3530,00 |
| 4    | Ladina Jenny         | Svizzera  | 3130,00 |
| 5    | Ina Meschik          | Austria   | 3010,00 |
| 6    | Julie Zogg           | Svizzera  | 2620,00 |
| 7    | Julia Dujmovits      | Austria   | 2250,00 |
| 8    | Alëna Zavarzina      | Russia    | 2230,00 |
| 9    | Marion Kreiner       | Austria   | 2220,00 |
| 10   | Sabine Schöffmann    | Austria   | 1940,00 |

#### Generale freestyle
| Pos. | Nome                | Nazione     | Punti   |
| ---- | ------------------- | ----------- | ------- |
| 1    | Jamie Anderson      | Stati Uniti | 3360,00 |
| 2    | Cai Xuetong         | Cina        | 2500,00 |
| 3    | Katie Ormerod       | Regno Unito | 2390,00 |
| 4    | Karly Shorr         | Stati Uniti | 2250,00 |
| 5    | Kelly Clark         | Stati Uniti | 2000,00 |
| 6    | Jessika Jenson      | Stati Uniti | 1850,00 |
| 7    | Chloe Kim           | Stati Uniti | 1800,00 |
| 8    | Silvia Mittermüller | Germania    | 1660,00 |
| 9    | Liu Jiayu           | Cina        | 1570,00 |
| 10   | Šárka Pančochová    | Rep. Ceca   | 1570,00 |

#### Slalom parallelo
| Pos. | Nome                 | Nazione   | Punti   |
| ---- | -------------------- | --------- | ------- |
| 1    | Patrizia Kummer      | Svizzera  | 2770,00 |
| 2    | Ekaterina Tudegeševa | Russia    | 2020,00 |
| 3    | Ina Meschik          | Austria   | 1870,00 |
| 4    | Ladina Jenny         | Svizzera  | 1820,00 |
| 5    | Ester Ledecká        | Rep. Ceca | 1750,00 |

#### Gigante parallelo
| Pos. | Nome                 | Nazione   | Punti   |
| ---- | -------------------- | --------- | ------- |
| 1    | Ester Ledecká        | Rep. Ceca | 3000,00 |
| 2    | Ekaterina Tudegeševa | Russia    | 1700,00 |
| 3    | Marion Kreiner       | Austria   | 1400,00 |
| 4    | Ladina Jenny         | Svizzera  | 1310,00 |
| 5    | Julie Zogg           | Svizzera  | 1190,00 |

#### Snowboard cross
| Pos. | Nome                | Nazione   | Punti   |
| ---- | ------------------- | --------- | ------- |
| 1    | Michela Moioli      | Italia    | 5100,00 |
| 2    | Eva Samková         | Rep. Ceca | 5060,00 |
| 3    | Belle Brockhoff     | Australia | 4460,00 |
| 4    | Chloé Trespeuch     | Francia   | 4260,00 |
| 5    | Nelly Moenne-Loccoz | Francia   | 4220,00 |

#### Halfpipe
| Pos. | Nome        | Nazione     | Punti |
| ---- | ----------- | ----------- | ----- |
| 1    | Cai Xuetong | Cina        | 2500  |
| 2    | Kelly Clark | Stati Uniti | 2000  |
| 3    | Chloe Kim   | Stati Uniti | 1800  |
| 4    | Liu Jiayu   | Cina        | 1570  |
| 5    | Hikaru Ōe   | Giappone    | 1470  |

#### Big air
| Pos. | Nome           | Nazione     | Punti   |
| ---- | -------------- | ----------- | ------- |
| 1    | Jamie Anderson | Stati Uniti | 1360,00 |
| 1    | Julia Marino   | Stati Uniti | 1360,00 |
| 3    | Jenna Blasman  | Canada      | 1090,00 |
| 3    | Katie Ormerod  | Regno Unito | 1090,00 |
| 5    | Brooke Voigt   | Canada      | 840,00  |

#### Slopestyle
| Pos. | Nome                | Nazione     | Punti   |
| ---- | ------------------- | ----------- | ------- |
| 1    | Jamie Anderson      | Stati Uniti | 2000,00 |
| 2    | Karly Shorr         | Stati Uniti | 1850,00 |
| 3    | Silvia Mittermüller | Germania    | 1660,00 |
| 4    | Jessika Jenson      | Stati Uniti | 1400,00 |
| 5    | Katie Ormerod       | Regno Unito | 1300,00 |

## Misto

### Risultati
| Data           | Località    | Nazione | Spec. | Primo                                        | Secondo                                   | Terzo                              |
| -------------- | ----------- | ------- | ----- | -------------------------------------------- | ----------------------------------------- | ---------------------------------- |
| 9 gennaio 2016 | Bad Gastein | Austria | PSL   | Austria II Sabine Schöffmann Alexander Payer | Germania II Selina Jörg Stefan Baumeister | Russia II Alëna Zavarzina Vic Wild |

Legenda: 

PSL = Slalom parallelo